# Berdybek Saparbajew
Berdybek Maszbekuły Saparbajew (kaz. Бердібек Машбекұлы Сапарбаев, ur. 9 lutego 1953 w Besaryku w rejonie Żangakorgan, zm. 10 czerwca 2023) – kazachski polityk, minister pracy i opieki społecznej w latach 2007–2009, akim obwodu aktiubińskiego od 2015 roku.

## Życiorys
Absolwent Ałmaackiego Instytutu Gospodarki Narodowej w 1977 roku. W 1977 roku pracował jako inspektor w państwowych kasach oszczędnościowych. W latach 1977–1988 pracował w Ministerstwie Finansów Kazachskiej SRR jako zastępca ministra. W 1988 roku został wiceministrem edukacji narodowej Kazachskiej SRR, a następnie Republiki Kazachstanu (do 1993 roku). Od 1993 roku pracował w administracji prezydenckiej i rządowej w wydziale finansów, pracy i opieki społecznej. Od marca do września 1995 roku pełnił funkcję szefa Gabinetu Ministrów. W 1995 roku został akimem obwodu kyzyłordyńskiego, a w 1999 roku obwodu południowokazachstańskiego. W 1996 roku został honorowym członkiem Akademii Nauk Społecznych.
W sierpniu 2002 roku został prezesem Agencji Kontroli Celnej oraz wiceministrem finansów jako przewodniczący komitetu kontroli celnej Ministerstwa Finansów. W lutym 2006 roku objął funkcję zastępcy szefa Kancelarii Premiera i przedstawiciela rządu w Mażylisie. Od lutego do sierpnia 2007 roku pełnił funkcję wiceministra gospodarki i planowania budżetu. W tym samym roku został ministrem pracy i opieki społecznej. W 2009 roku został akimem obwodu wschodniokazachstańskiego. Od 30 kwietnia do 11 września 2015 roku pełnił funkcję wicepremiera Republiki Kazachstanu. W tym samym roku został akimem obwodu aktiubińskiego.
Saparbajew władał czterema językami: kazachskim, rosyjskim, angielskim i tureckim.
Odznaczony m.in. Orderem Kurmet (1999) i Orderem Parasat (2007).